# Luigi Perdisa
Luigi Perdisa (Ravenna, 16 luglio 1906 – Bologna, 14 marzo 1985) è stato un editore italiano specializzato nell'ambito delle pubblicazioni agricole.
Fu anche un insigne agronomo, professore universitario, preside di facoltà all'Università di Bologna.

## Biografia
Dopo aver conseguito il titolo di geometra, Luigi Perdisa si iscriveva al corso di laurea in agraria a Bologna mantenendosi agli studi con un impiego in un collegio giovanile.
Laureatosi, segue il docente più prestigioso della facoltà, Giuseppe Tassinari, che presto sarebbe divenuto ministro dell'agricoltura del regime fascista. Nel gruppo di assistenti spicca Giuseppe Medici personalità più incline alla politica, delle cui doti Tassinari si sarebbe ampiamente avvalso. Perdisa, riconoscendo le capacità del collega, si sarebbe legato di un'amicizia che sarebbe stata duratura.
Assistente del responsabile dell'agricoltura nazionale il giovane agronomo avrebbe partecipato alla moltiplicazione delle prove di attivismo del Regime in campo agrario, soprattutto alle imprese di bonifiche, firmando alcuni dei progetti più prestigiosi realizzati nel Mezzogiorno nel quadro di attuazione della legge Serpieri. Il fervore di propaganda delle nuove tecniche in cui si combatte la "battaglia del grano" consente a Perdisa di scoprire la propria capacità nella divulgazione: nel 1934 fonda la prima rivista, Il tecnico agricolo professionista, che in breve muta la denominazione in quella di Genio Rurale, una sigla che identificherà, per oltre cinquant'anni, la rivista professionale dell'agricoltura italiana che acquisisce il maggior prestigio.
Il successo lo induce a moltiplicare il numero delle testate: sono i colleghi cattedratici più prestigiosi, docenti di frutticoltura, allevamenti, agronomia, che dopo aver fondato, per onorare il proprio nome, un mensile nella propria specialità, di fronte alle difficoltà del bilancio lo offrono a Perdisa che ha una indubbia abilità nell'assicurare l'equilibrio economico alle iniziative nell'editoria agraria. Nasce una casa editrice l'Edagricole che ha periodici firmati dai nomi più insigni della cultura agraria nazionale.
La moltiplicazione delle riviste conosce l'accelerazione più impetuosa, dopo la guerra, negli anni cinquanta e sessanta, quando l'agricoltura nazionale vive la stagione di tumultuoso progresso che la trasforma in agricoltura moderna. Perdisa, che alle riviste ha già unito i primi libri, moltiplica anche la produzione libraria, fornendo ai docenti che si propongono di insegnare le nuove tecniche i manuali adeguati, agli agricoltori che intendono applicarle i necessari prontuari pratici.
Assume un ruolo fondamentale, nell'ambito della cultura agraria mediante la scelta dei direttori delle proprie riviste, e dei docenticui affidare i manuale. Perdisa si impone altresì come protagonista del dibattito agrario nazionale acquisendo un settimanale, Terra e vita, che, fondato da Rizzoli, l'editore milanese non intende più condurre per mancanza dei necessari legami con la cultura agraria.
Per venticinque anni, fino alla morte di Perdisa, il settimane bolognese sarà l'ago della bilancia dell'opinione agraria negli anni di un profondo cambiamento delle campagne italiane, nel 1950 caratterizzate da un ritardo che le distanzia di cinquant'anni dalle più progredite campagne inglesi e tedesche. In due decenni l'agricoltura italiana sarà capace di raggiungere, e in alcune produzioni di superare le regioni europee concorrenti.
Luigi Perdisa svolge un ruolo essenziale, di editore-direttore, e nell'orientamento dell'opinione agraria nazionale, si avvale come vicedirettore, di Antonio Saltini, che impiega la duplice competenza derivata dalla lauree in scienze agrarie e in giurisprudenza per affrontare gli scontri per la legislazione agraria. Luigi Perdisa, che ha intuito il fenomeno che prenderà il nome di "globalizzazione", spinge il vicedirettore, a visitare come inviato le agricolture del mondo, per individuare quali conseguenze potrà determinare il loro sviluppo sugli equilibri dell'agricoltura italiana. In questa opera di cronista di legislazione agraria, e di inviato speciale nell'agricoltura mondiale, Saltini assicura a Terra e vita, attraverso interviste, l'opinione di tutti i protagonisti europei della scena agricola. Succede la serie degli scandali agrari che hanno inizio negli anni settanta: la rissa tra i partiti per spartire le spoglie della Federconsorzi, non più controllate da Paolo Bonomi.
Alla morte di Perdisa il figlio Cesare, già talentuoso pilota automobilistico, muterà radicalmente l'impronta di un giornale da organo di informazione indifferente ad ogni condizionamento in un periodico più attento alle leggi del mercato ed efficace strumento di raccolta pubblicitaria, quale resterà, fondamentalmente, dopo l'acquisizione da parte del Sole 24 ore.
L'eredità del docente bolognese resta, per la storia dell'agricoltura italiana, eredità significativa in termini quantitativi e qualitativi del dibattito storico, politico e tecnico: le annate delle riviste tecniche testimoniano il fervore del dibattito nel corso dei quarant'anni del più intenso sviluppo conosciuto dall'agricoltura italiana nella propria storia millenaria, quelle di Terra e vita offrono la cronaca degli scontri politici che accompagnarono la crescita tecnologica e produttiva.
I duemila volumi pubblicati da Perdisa come Edagricole e come Edizioni Calderini nel corso della vita confermano la vivacità dello sforzo divulgativo che, esercitato da un'editrice privata, alimentò la crescita tecnologica delle campagne in un paese assolutamente privo di apparati pubblici di divulgazione.
Sul piano scientifico sono principalmente tre le opere che, uscite dalla tipografia di Perdisa, permangono come contributo essenziale ad una stagione irripetibile della cultura agraria, 
- i due volumi dell'Introduzione allo studio dell'entomologia di Guido Grandi, preside di facoltà il maggiore entomologo italiano del Novecento,
- i quattro volumi della Patologia vegetale di Gabriele Goidanich, la maggiore opera fitopatologia pubblicata in Italia nel Novecento,
- i quattro volumi della Storia delle scienze agrarie di Antonio Saltini, l'ultima grande opera voluta da Perdisa a completare il panorama culturale offerto dalla propria editrice.[1]

## Opere
- L'agricoltura della pianura torinese transpadana e le possibilità d'irrigazione  (1941)
- Appunti per il ricorso contro la proposta di inclusione del Comune di Ravarino nel comprensorio del Consorzio di bonifica del Cavamento Palata (1955)
- Aspetti della politica agraria fascista: memoria letta alla società agraria di Bologna dal socio Prof. Cav. uff. Luigi Perdisa nell'adunanza ordinaria del 23 dicembre 1937-16. (1938)
- Aspetti e problemi della canapicoltura italiana: relazione letta al Convegno nazionale della canapicoltura, Roma, 4-5 giugno 1950  (1950)
- Aspetti economici del podere bolognese di pianura nell'ultimo dodicennio  (1932)
- L'assicurazione contro i danni della grandine nel Regime Corporativo Fascista 81937)
- La bietola da zucchero nella economia italiana con particolare riguardo all'economia agricola dell'Emilia e del Veneto (1938)
- Bilanci di aziende rappresentative: A) Bilanci aziendali: B) Dati economici riassuntivi: appendice (1960)
- La bonifica agraria della Piana di s. Eufemia (1939)
- Corografie (1960)
- Dati di produttività delle classi agropedologiche: A) le produzioni unitarie: B) il carico bestiame: C) Valori medi e coefficienti di variazione: appendice  (1960)
- larghe del ravennate e la loro trasformazione fondiaria (1941)
- Monografia economico agraria dell'Emilia  (1937)

## Onorificenze e riconoscimenti
- L'Istituto tecnico Agrario di Ravenna è stato intitolato alla memoria del prof. Luigi Perdisa.
- L'Università degli studi di Bologna ha istituito un Premio Luigi Perdisa Archiviato il 6 dicembre 2008 in Internet Archive.